# Ilex integra
Ilex integra är en järneksväxtart som beskrevs av C.P. Thunberg och A. Murray. Ilex integra ingår i släktet järnekar, och familjen järneksväxter. Inga underarter finns listade i Catalogue of Life.

## Bildgalleri

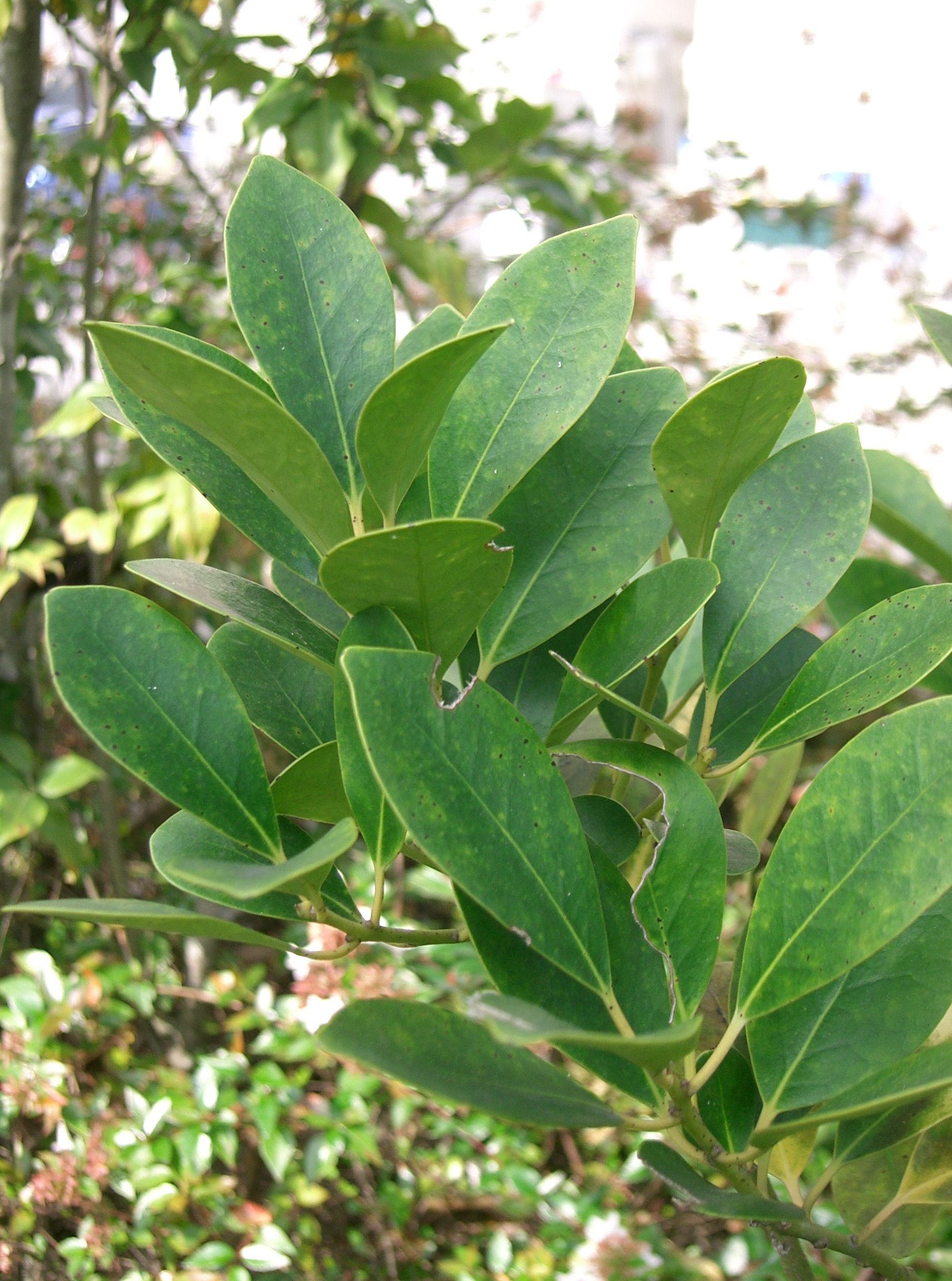
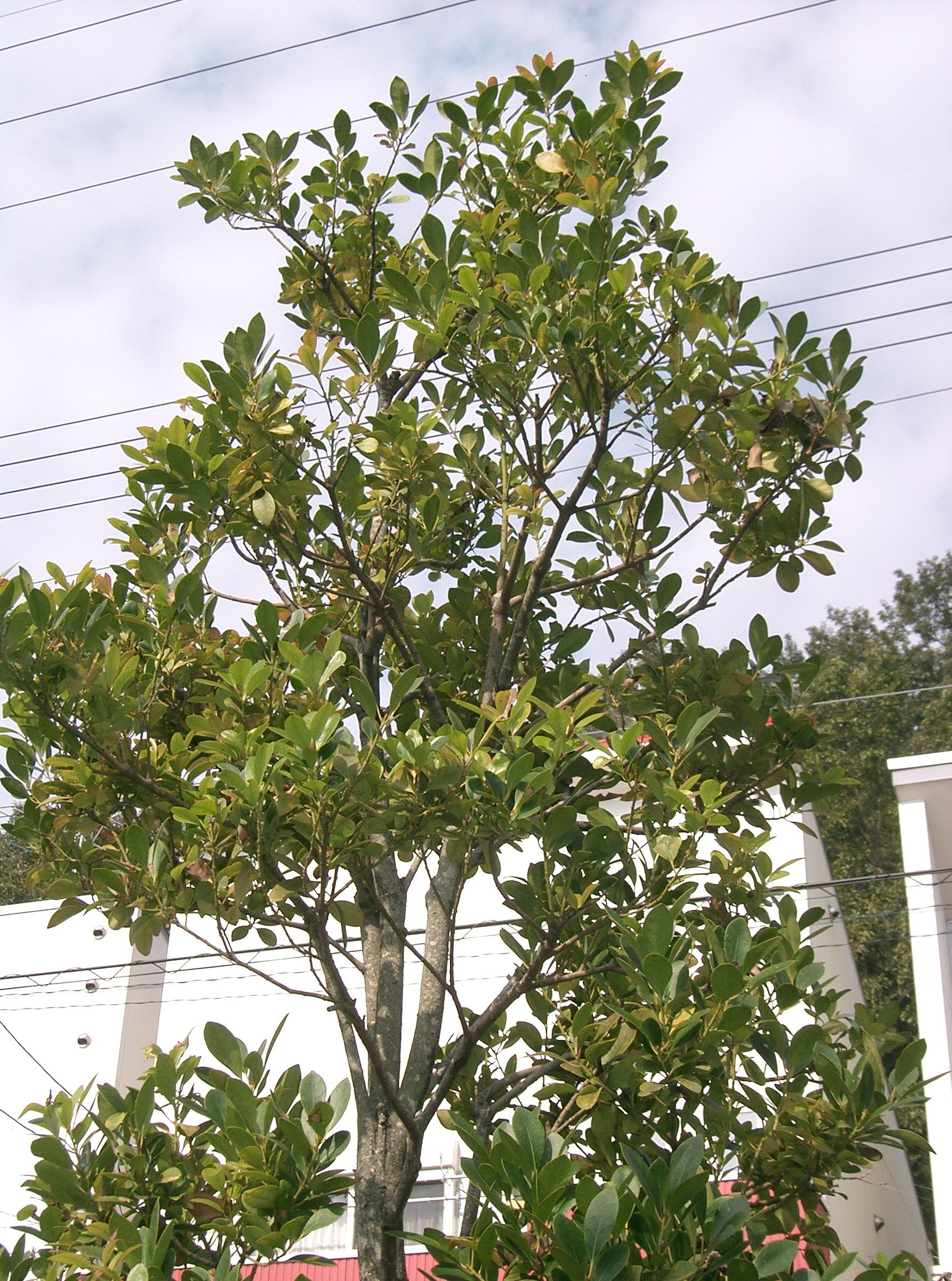
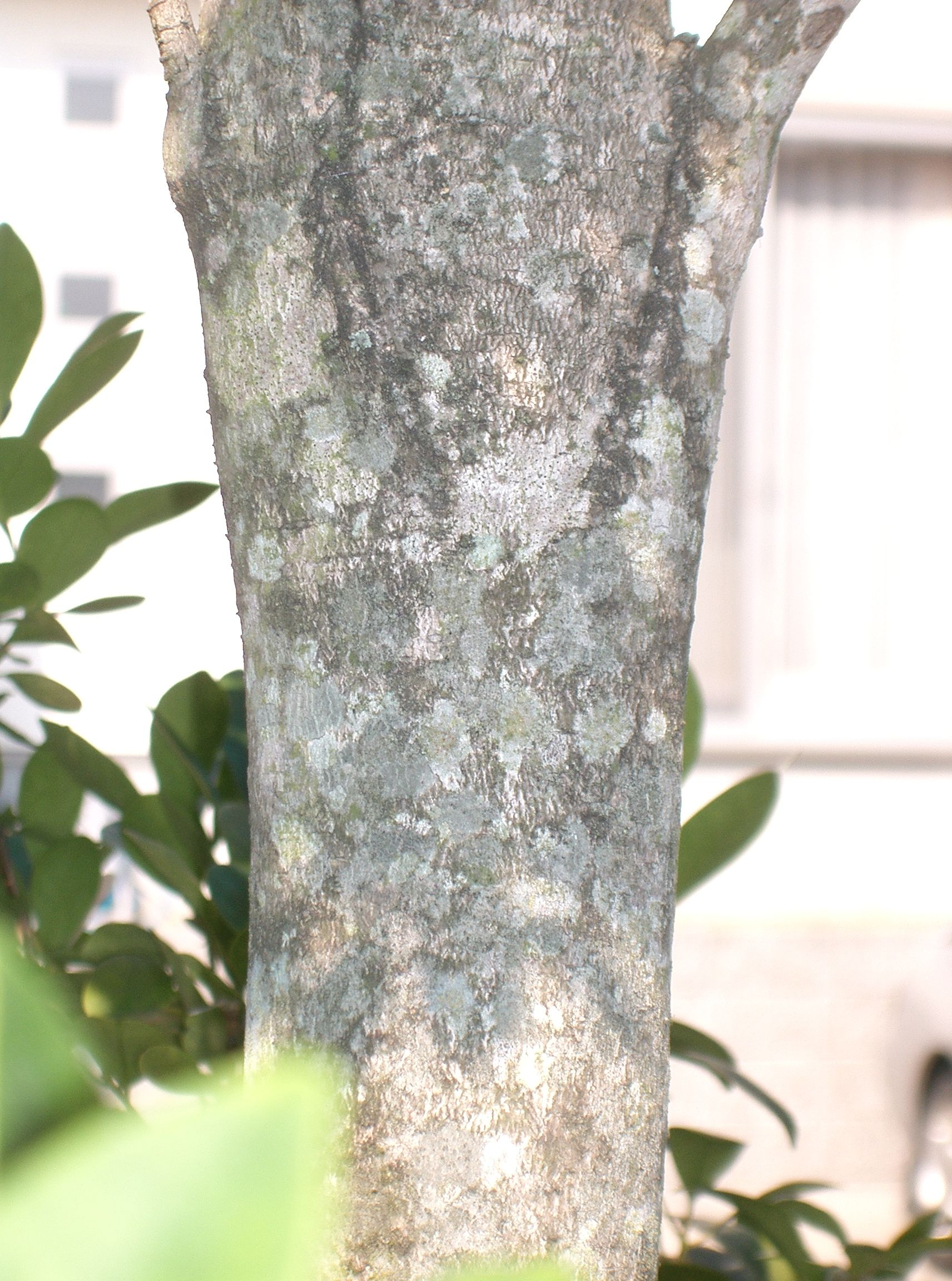
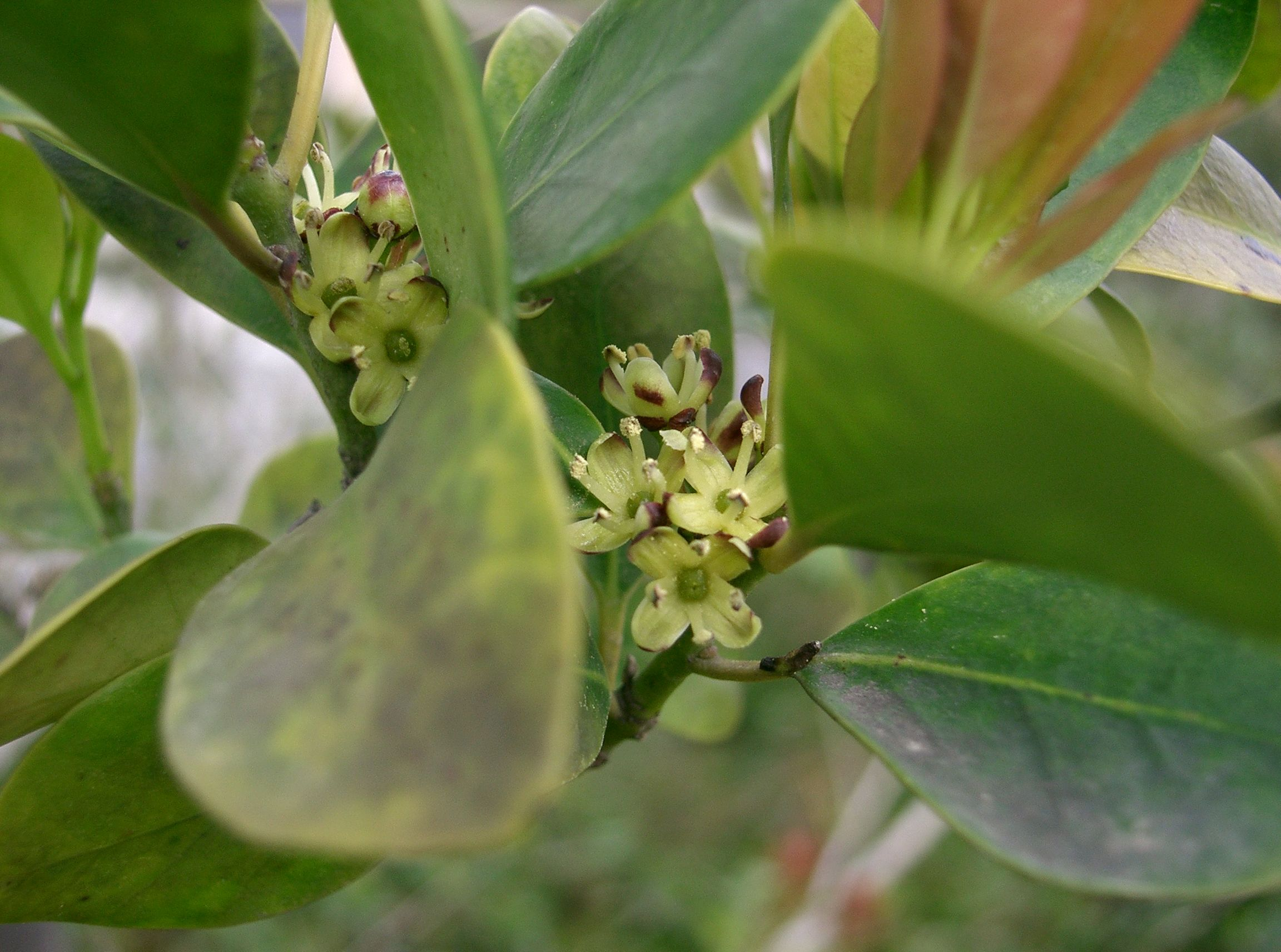